# 요담
요담(히브리어: יותם, 그리스어: Ιωθάμ; 기원전 740년경 - 기원전 736년경 재위)은 유다 왕국의 11대 국왕으로, 다른 왕과는 달리 하나님의 눈에 드는 옳은 일만 한 왕이었다.
사독의 딸 여루사의 아들로 자기 아버지 웃시야가 하는 그대로 하나님을 섬겼으나 아버지와는 달리 성전에는 들어가지 않았다. 그리고 백성들은 여전히 타락해 있었다.
요담은 성전에 '윗대문'을 세웠고 오펠의 성벽 위에 많은 것을 지었으며 유다의 산악 지방에도 성읍들을 세우고 산림 지대에 성채들과 탑들을 세웠다. 또한 암몬군과도 싸워 승리해 암몬에게서 은 100탈렌트와 밀 10000코르, 보리 10000코르를 바쳤다. 암몬은 두 번째 해에도 세 번째 해에도 같은 양을 가져왔다.
이렇게 요담은 하나님을 굳건하게 섬겨 강해졌다.